# Gedung Wani (Margatiga)
Gedung Wani is een bestuurslaag in het regentschap Lampung Timur van de provincie Lampung, Indonesië. Gedung Wani telt 5726 inwoners (volkstelling 2010).